# Army Games
Los Juegos Internacionales del Ejército son un deporte militar evento anual ruso organizado por el Ministerio de Defensa de Rusia (MoD). El evento, que se realizó por primera vez en agosto de 2015, involucra a cerca de 30 países que participan en docenas de competencias durante dos semanas para demostrar quién es el más hábil. Los juegos han sido referidos como Juegos Olímpicos de Guerra. Además del concurso, el International al Army Games incluye un parque temático militar, una estación de reclutamiento y tiendas de recuerdos.

## Historia

Países participantes de los Juegos Internacionales del Ejército 2019

- Juegos Internacionales del Ejército 2015: se llevaron a cabo en Rusia del 1 al 15 de agosto de 2015.[4]
- Juegos Internacionales del Ejército 2016: se llevaron a cabo del 30 de julio al 13 de agosto de 2016. 3500 militares de 19 estados lucharon en 23 competencias. 2016 приехали на игры в Россию |url=http://ria.ru/defense_safety/20160730/1473233424.html}}</ref>
- Juegos militares internacionales de 2017: se llevaron a cabo del 29 de julio al 12 de agosto en 5 países: Rusia, China, Azerbaiyán, Bielorrusia y Kazajistán. Durante los juegos se realizaron 28 competencias internacionales, incluyendo 5 nuevas.
- Juegos Internacionales del Ejército 2018: se llevaron a cabo del 28 de julio al 11 de agosto de 2018. Las competencias se llevaron a cabo en Armenia e Irán por primera vez. Equipos de Argelia, Vietnam, Myanmar, Pakistán, Sudán y Filipinas también participaron en los juegos por primera vez.[5]
- Juegos Internacionales del Ejército de 2019: se planeó organizar 32 disciplinas en 10 países a partir del 3 de agosto de 2019 en Korla.[6] Rusia, India, China, Azerbaiyán, Armenia, Bielorrusia, Irán, Mongolia, Uzbekistán y Kazajistán son los países que lo albergan. India organizó y ganó la Etapa 2 de los juegos, conocida como la 5.ª Competencia Internacional de Maestros Scouts del Ejército. Uzbekistán ocupó el segundo lugar y Rusia el cuarto.[7]
- Juegos militares internacionales de 2020: se llevaron a cabo del 22 de agosto al 5 de septiembre de 2020. Rusia ganó la competencia, mientras que Bielorrusia quedó en segundo lugar y Uzbekistán en tercer lugar.[8][9]
- Juegos Internacionales del Ejército 2021- Se llevó a cabo del 22 de agosto al 4 de septiembre de 2021.

## Juegos
| Año  | Edición | Fechas | País anfitrión | Eventos | Campeón |
| ---- | ------- | ------ | -------------- | ------- | ------- |
| 2015 | 1       |        | Rusia          | 13      | Rusia   |
| 2016 | 2       |        | Rusia          | 23      | Rusia   |
| 2017 | 3       |        | Rusia          | 28      |         |
| 2018 | 4       |        | Rusia          | 28      | Rusia   |
| 2019 | 5       |        | Rusia          |         |         |
| 2020 | 6       |        | Rusia          | 30      | Rusia   |
| 2021 | 7       |        | Rusia          |         | Rusia   |
| 2022 | 8       |        | Rusia          |         |         |

## Lista de competiciones
- Biatlón de tanques
- Ataque Suvorov ("Suvorov Onslaught"): competición entre tripulaciones/especialistas de vehículos de combate de infantería[15]
- Aviadarts: competencia para tripulaciones de vuelo
- Maestros del fuego de artillería: concurso de cálculo de artillería
- Cielos despejados: competencia entre unidades antiaéreas
- Inteligencia de tropas de excelencia: competencia entre departamentos de inteligencia
- Aguas abiertas: competencia entre unidades de despacho
- Ruta segura: competencia entre unidades de ingeniería
- Entorno seguro: competencia de las fuerzas de defensa contra la radiación, química y biológica |website=armygames2019.mil.ru}}</ref>
- Concurso de Maestros Scouts del Ejército Internacional[16]

## Naciones participaron
| Países                                | Participado en                                                             | Participado en | Participado en | Participado en | Participado en | Participado en | Participado en |
| ------------------------------------- | -------------------------------------------------------------------------- | -------------- | -------------- | -------------- | -------------- | -------------- | -------------- |
| Países                                | 2015                                                                       | 2016           | 2017           | 2018           | 2019           | 2020           | 2021           |
| (Anfitrión)                           | ·                                                                          | ·              | ·              | ·              | ·              | ·              | ·              |
| Bandera de Abjasia                    | Para conocer las naciones que participaron tienes que conocer sus banderas |                |                |                |                | ·              | ·              |
| Bandera de Afganistán                 |                                                                            |                |                |                |                | ·              | ·              |
| Bandera de Argelia                    |                                                                            | observador     |                | ·              | ·              | ·              | ·              |
| Bandera de Angola                     | ·                                                                          | ·              | ·              | ·              | ·              |                |                |
| Bandera de Armenia                    | ·                                                                          | ·              | ·              | ·              | ·              | ·              | ·              |
| Bandera de Austria                    |                                                                            | observador     |                |                |                |                |                |
| Bandera de Azerbaiyán                 | ·                                                                          | ·              | ·              | ·              | ·              | ·              | ·              |
| Bandera de Bangladés                  |                                                                            |                | ·              | ·              | ·              |                |                |
| Bandera de Bielorrusia                | ·                                                                          | ·              | ·              | ·              | ·              | ·              | ·              |
| Bandera de Brasil                     | observador                                                                 |                |                |                | observador     |                |                |
| Bandera de Burkina Faso               |                                                                            |                |                |                |                |                | ·              |
| Bandera de Camboya                    |                                                                            |                |                |                | ·              | ·              |                |
| Bandera de la República Popular China | ·                                                                          | ·              | ·              | ·              | ·              | ·              | ·              |
| Bandera de Cuba                       |                                                                            | observador     |                |                | ·              |                |                |
| Bandera de Dinamarca                  |                                                                            |                | observador     |                |                |                |                |
| Bandera de Egipto                     | ·                                                                          | ·              | ·              | ·              | ·              |                | ·              |
| Bandera de Guinea Ecuatorial          |                                                                            |                |                |                |                | ·              |                |
| Bandera de Finlandia                  |                                                                            |                | observador     |                |                |                |                |
| Bandera de Francia                    |                                                                            |                |                |                | observador     |                |                |
| Bandera de Alemania                   |                                                                            | observador     | observador     |                |                |                |                |
| Bandera de Grecia                     |                                                                            | ·              | ·              | ·              | ·              | ·              |                |
| Bandera de la India                   | ·                                                                          | ·              | ·              | ·              | ·              |                | ·              |
| Bandera de Indonesia                  |                                                                            |                |                | observador     |                |                | ·              |
| Bandera de Irán                       | observador                                                                 | ·              | ·              | ·              | ·              | ·              | ·              |
| Bandera de Israel                     |                                                                            | observador     | ·              | ·              | ·              | ·              | ·              |
| Bandera de Jordania                   |                                                                            |                |                |                | ·              |                |                |
| Bandera de Kazajistán                 | ·                                                                          | ·              | ·              | ·              | ·              | ·              | ·              |
| Bandera de Kuwait                     | ·                                                                          | ·              | ·              | ·              | ·              |                | ·              |
| Bandera de Kirguistán                 | ·                                                                          | ·              | ·              | ·              | ·              | ·              | ·              |
| Bandera de Laos                       |                                                                            |                | ·              | ·              | ·              | ·              | ·              |
| Bandera de Mali                       |                                                                            |                |                |                | ·              | ·              | ·              |
| Bandera de Mongolia                   | ·                                                                          | ·              | ·              | ·              | ·              |                | ·              |
| Bandera de Marruecos                  |                                                                            |                | ·              | ·              | ·              |                |                |
| Bandera de Mozambique                 |                                                                            |                |                |                |                | ·              |                |
| Bandera de Birmania                   | observador                                                                 | observador     |                | ·              | ·              | ·              | ·              |
| Bandera de Namibia                    |                                                                            | observador     |                |                |                | ·              |                |
| Bandera de los Países Bajos           |                                                                            |                | observador     |                |                |                |                |
| Bandera de Nicaragua                  | ·                                                                          | ·              | ·              |                |                |                |                |
| Bandera de Corea del Norte            |                                                                            |                | observador     |                |                |                |                |
| Bandera de Pakistán                   | ·                                                                          |                |                | ·              | ·              | ·              |                |
| Bandera de Palestina                  |                                                                            |                |                |                |                | ·              |                |
| Bandera de Perú                       |                                                                            |                |                |                |                |                | ·              |
| Bandera de Filipinas                  |                                                                            |                |                | ·              |                |                |                |
| Bandera de Catar                      |                                                                            |                |                | observador     |                | ·              | ·              |
| Bandera de República del Congo        |                                                                            |                |                |                | ·              | ·              | ·              |
| Bandera de Arabia Saudita             |                                                                            | observador     |                |                |                |                | ·              |
| Bandera de Serbia                     | ·                                                                          | ·              | ·              | ·              | ·              | ·              | ·              |
| Bandera de Eslovenia                  |                                                                            |                |                |                | observador     |                |                |
| Bandera de Sudáfrica                  |                                                                            |                | ·              | ·              | ·              | ·              |                |
| Bandera de Corea del Sur              | observador                                                                 |                |                |                |                |                |                |
| Bandera de Osetia del Sur             |                                                                            |                |                |                |                | ·              | ·              |
| Bandera de Sri Lanka                  |                                                                            |                |                |                | ·              |                |                |
| Bandera de Sudán                      |                                                                            |                |                | ·              | ·              | ·              |                |
| Bandera de Suiza                      |                                                                            |                | observador     |                |                |                |                |
| Bandera de Siria                      |                                                                            |                | ·              | ·              | ·              |                | ·              |
| Bandera de Tayikistán                 | ·                                                                          | ·              | ·              | ·              | ·              | ·              | ·              |
| Bandera de Tailandia                  |                                                                            |                | ·              |                |                |                |                |
| Bandera de Turquía                    |                                                                            |                |                |                | observador     |                |                |
| Bandera de Turkmenistán               | observador                                                                 |                |                |                |                |                |                |
| Bandera de Uganda                     |                                                                            |                | ·              | ·              | ·              |                |                |
| Bandera de Estados Unidos             |                                                                            |                | observador     |                | observador     |                |                |
| Bandera de Uzbekistán                 |                                                                            |                | ·              | ·              | ·              | ·              | ·              |
| Bandera de Venezuela                  | ·                                                                          | ·              | ·              | ·              | ·              |                | ·              |
| Bandera de Vietnam                    | observador                                                                 |                |                | ·              | ·              | ·              | ·              |
| Bandera de Yemen                      |                                                                            |                |                |                |                | ·              |                |
| Bandera de Zimbabue                   |                                                                            | ·              | ·              | ·              | ·              |                | ·              |

Grecia fue el único estado miembro de la OTAN que participó oficialmente en los juegos. Desde 2020, dos reconocido por límite países no miembros de la ONU comenzaron a participar.

## Participantes en las ceremonias de apertura y clausura
- Conjunto Alexandrov

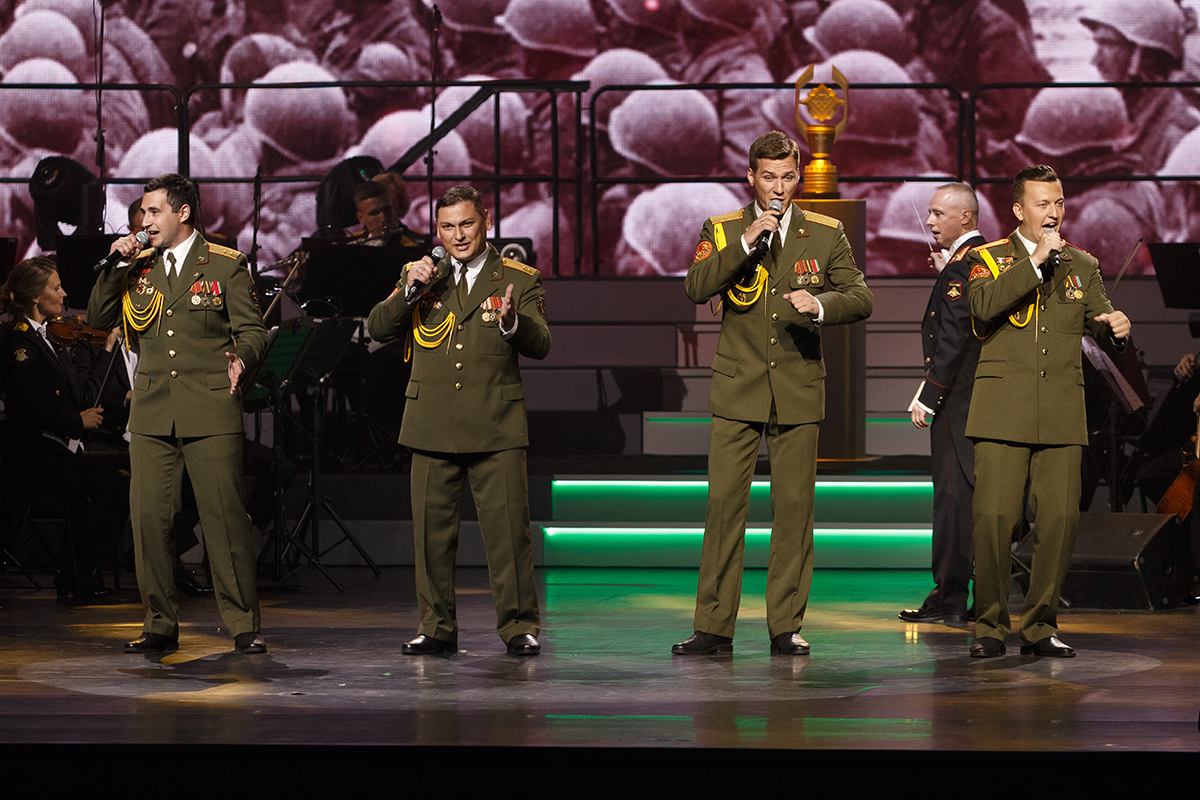
Miembros del conjunto durante la ceremonia de clausura de los Juegos Internacionales del Ejército en 2020.

- Banda Militar Central del Ministerio de Defensa de Rusia
- 154º Regimiento del Comandante Independiente Preobrazhensky
- Conjunto Académico de Danza y Canto de las Fuerzas Armadas de Bielorrusia